# Mantispa japonica
Mantispa japonica är en insektsart som beskrevs av Robert McLachlan 1875.
Mantispa japonica ingår i släktet Mantispa och familjen fångsländor. Inga underarter finns listade i Catalogue of Life.